# Kirensky (huyện)
Huyện Kirensky (tiếng Nga: Ки́ренский райо́н) là một huyện hành chính tự quản (raion), của Tỉnh Irkutsk, Nga. Huyện có diện tích 44114 kilômét vuông, dân số thời điểm ngày 1 tháng 1 năm 2000 là 26900 người. Trung tâm của huyện đóng ở Kirensk.